# It’s a Sin
«It’s a Sin» (с англ. — «Это грех») — песня британской поп-группы Pet Shop Boys, вышедшая синглом летом 1987 года. Является одной из «визитных карточек» дуэта, исполняется почти на всех концертах.

## Обзор
По словам участника группы Нила Теннанта, «It’s a Sin» была написана в 1982 году в студии в Камдене: другой участник группы, Крис Лоу, наиграл несколько аккордов, показавшихся Теннанту, который учился в католической школе, «слишком религиозными». Тогда же был написан текст песни. Демо-версия «It’s a Sin» была записана с Бобби Орландо в 1984 году.
Сингл вышел 19 июня 1987 года и достиг первого места в Великобритании, продержавшись там три недели; в США поднялся до 9-й строчки, имел большой успех во всём мире. Драматичная и пышно аранжированная композиция является одной из самых «театральных» в творчестве Pet Shop Boys (в первых нескольких турах дуэта при её исполнении, когда на сцене устраивался небольшой спектакль).
На песню был снят видеоклип, поставленный Дереком Джарменом. Продолжая сюжет песни, клип показывает Теннанта в роли человека, арестованного инквизицией, его тюремщика (Лоу) и судью (Рон Муди). В клипе демонстрируются все семь смертных грехов.
В 2016 году группа исполняла песню вживую в популярном телешоу «Вечерний Ургант».

## Кавер-версии
- 1999 — немецкая пауэр-метал-группа Gamma Ray включила кавер на эту песню в свой альбом Power Plant.
- 2003 — немецкая фолк-рок-группа X-Perience выпустила кавер на макси-сингле It’s A Sin.
- 2003 — итальянская блэк-метал-группа Graveworm включила кавер на эту песню в свой альбом Engraved In Black в качестве бонус-трека.
- 2018 — шведская хеви-метал-группа Ghost включила кавер на песню в deluxe версию альбома Prequelle.
- 2021 — шведская рок-группа Takida включила кавер на песню в альбом Demo Days.

## Список композиций

### 7": Parlophone / R 6158 (UK)
- A. «It’s A Sin» (4:59)
- B. «You Know Where You Went Wrong» (5:51)

### 12": Parlophone / 12R 6158 (UK)
- A. «It’s A Sin» (Disco Mix) (7:39)
- B1. «You Know Where You Went Wrong» (5:51)
- B2. «It’s A Sin» (7" Mix) (4:59)

### 12": Parlophone / 12RX 6158 (UK)
- A. «It’s A Sin» (Ian Levine Remix) (8:15)
- B. «You Know Where You Went Wrong» (Rough Mix) (6:38)

### 12" Remix (US)
- 1. «It’s A Sin» (Phil Harding Latin Vocal Mix) (9:14)
- 2. «It’s A Sin» (Phil Harding Latin Dub Mix) (4:20)
- 3. «It’s A Sin» (Ian Levine Remix) (8:15)
- 4. «It’s A Sin» (Disco Mix) (7:39)
- 5. «You Know Where You Went Wrong» (5:51)

## Высшие позиции в чартах
| Страна                         | Высшая позиция |
| ------------------------------ | -------------- |
| Великобритания                 | 1              |
| Германия                       | 1              |
| Австрия                        | 1              |
| Швеция                         | 1              |
| Швейцария                      | 1              |
| Норвегия                       | 1              |
| Ирландия                       | 1              |
| Италия                         | 3              |
| Нидерланды                     | 3              |
| Канада                         | 8              |
| США                            | 9              |
| Австралия                      | 10             |
| Франция                        | 12             |
| США (чарт Hot Dance Club Play) | 3              |

## Награды
- «Ivor Novello Awards» (1988) — лучший международный хит[4].